# Linaria tonzigii
Linaria tonzigii är en grobladsväxtart som beskrevs av Lona. Linaria tonzigii ingår i släktet sporrar, och familjen grobladsväxter. Inga underarter finns listade i Catalogue of Life.